# 히가시조촌
히가시조촌(東条村)은 나가노현 하니시나군에 있던 촌이다. 현재의 나가노시 마쓰시로 히가시조・마쓰시로 온천・皆神台에 해당한다.

## 역사
- 1889년 4월 1일 - 정촌제 시행에 의해 하니시나군 히가시조촌이 단독으로 자치체를 형성하였다.
- 1951년 4월 3일 - 마쓰시로정, 기요노촌과 합병해 새로운 마쓰시로정이 성립하여, 동일 히가시조촌은 폐지되었다.

## 참고문헌
- 角川日本地名大辞典 20 長野県